# Sara Abbazova
Sara Abbazova er en tidligere styrkeløfter fra Aserbajdsjan som konkurrerede indenfor handicapidræt. Under VM i styrkeløft i 2001 i Ungarn blev hun testet positiv for doping.
Efter at være blevet testet positiv for nandrolon under OL 2004 i Sydney blev Abbazova udelukket for livstid.